# Elaine Roulet
Suor Elaine Margaret Roulet (Queens (Maspeth), 5 ottobre 1930 – Queens (Rockaway Park), 13 agosto 2020) è stata una religiosa cattolica statunitense, appartenente alle Sorelle di San Giuseppe ed ha ideato i programmi che mettono in contatto le madri detenute e i loro figli. È stata determinante nel movimento di riforma delle carceri e creò il percorso di collegamento tra le madri detenute e i loro bambini, che oggi viene preso a modello da molte carceri degli Stati Uniti.

## Primi anni di vita
Elaine Margaret Roulet nacque da George e Margaret (Laundrigan) Roulet a Maspeth, Queens, New York. Era la seconda figlia della coppia. Sua madre lavorava nel Cantiere Navale di Brooklyn dopo la morte del padre.
Nel 1949 la Roulet professò i suoi primi voti come Sorella di San Giuseppe a Brentwood, Long Island. Prese i voti definitivi nel 1952. Per i primi due decenni della sua vita religiosa ha lavorato nelle scuole parrocchiali di Brooklyn e del Queens come insegnante e poi direttrice.
Conseguì un master in consulenza presso il Bank Street College of Education di Manhattan.

## Lavoro in carcere
Iniziò il suo lavoro inizialmente volendo insegnare a leggere alle detenute di un carcere di massima sicurezza di New York. Dopo aver avuto l'ispirazione di aiutarle in ciò che volevano veramente, cioè sapere dove fossero i loro figli, creò una funzione che chiamò “collegamento con le famiglie del carcere” e che ricoprì per 10 anni lavorando con il carcere e con Catholic Charities. Fondò Providence House Inc. un'organizzazione affiliata a Catholic Charities che gestisce siti che offrono rifugio e assistenza a donne e famiglie maltrattate, donne senza fissa dimora e alloggi temporanei per donne appena uscite di prigione.
Nel 2005 fondò un ritiro mensile per donne ex detenute chiamato Our Journey.

### Centro per i bambini di Bedford Hills
Nel 1970 la Roulet iniziò a lavorare presso il Centro di Correzione di Bedford Hills come assistente familiare. Si fece una reputazione come ascoltatrice che non giudicava e per la quale "i bambini si comportavano magicamente".
In seguito divenne direttrice del Children's Center di Bedford Hills, un programma unico nel suo genere che permetteva alle madri i cui bambini erano nati in carcere di tenerli fino a un anno. Il Children's Center offre un centro per genitori, una sala giochi per bambini, un asilo nido e un centro per neonati ai figli dei detenuti. Quando il centro è stato inaugurato, Suor Roulet fu ricercata da altre carceri maschili e femminili per ottenere informazioni su come creare programmi simili e presto divenne un modello nazionale per le carceri in termini di sostegno alle madri e ai loro bambini in carcere. Un asilo nido fu aperto e gestito nel Taconic Correctional Facility per donne, dall'altra parte della strada rispetto al Bedford Hills Correctional Facility. Fino al 2011 anche il Taconic aveva un asilo nido; è stato chiuso a causa dei tagli al bilancio e del basso numero di madri e bambini, che per molti anni è arrivato a ventisei madri con i loro bambini.

## Vita privata
La Roulet ha vissuto a Brentwood, New York, e a Breezy Point, Queens. Divenne amica dell'attrice Glenn Close.
Più tardi nella vita sviluppò una demenza senile e si trasferì al Convento Stella Maris di Rockaway Park, nel Queens. Morì per insufficienza cardiaca il 13 agosto 2020, nel convento.

## Riconoscimento
Nel 1993 Suor Elaine Roulet è stata inserita nella National Women's Hall of Fame.
Il documentario del 2011, The Mothers of Bedford, ha documentato il suo lavoro.